# بول أرنولد
بول أرنولد (بالألمانية: Paul Arnold) (و. 1804 – 1887 م) هو سياسي، من الرايخ الألماني، ولد في أوفنباخ أم ماين، توفي في دارمشتات، عن عمر يناهز 83 عاماً.